# Гольяново (район Москви)
Гольяново (рос. Гольяново) — адміністративний район у Москві, входить до складу Східного адміністративного округу. Населення станом на 1 січня 20?? року 162 715 чол., площа 14,9902 км².
Район утворено 5 липня 1995 року.

## Транспорт
На території району розташовані станція метро Щолківська й станція малого кільця Московської залізниці Локомотив.